# 아이작 도이처
아이작 도이처(Isaac Deutscher, 1907년 4월 3일 ~ 1967년 8월 19일)는 제2차 세계 대전이 발발하기 전에 영국으로 이주한 폴란드의 마르크스주의 작가, 언론인, 정치 활동가였다. 그는 레프 트로츠키와 이오시프 스탈린의 전기 작가이자 소련 정치에 대한 평론가로 가장 잘 알려져 있다.
트로츠키와 스탈린에 대한 그의 학술적 전기는 폭넓은 찬사를 받았으며 여러 평론가들은 그의 3권으로 구성된 예언자 삼부작을 최고의 정치 전기로 평가했다. 그러나 일부에서는 그의 주제에 대한 지나치게 동정적인 어조에 대해 비판이 제기되었다. 트로츠키에 관한 그의 3권짜리 전기는 1960년대와 1970년대 영국 신좌파에게 큰 영향을 미쳤다.

## 생애
도이처는 오스트리아-헝가리 제국 (현재는 폴란드 남부)의 갈리치아 지방에 있는 흐샤누프에서 독실한 유대인 가문에서 태어났다. 그는 하시드파의 레베에게서 공부했으며 토라와 탈무드 공부의 천재로 찬사를 받았다. 그는 오스트리아-헝가리 제국 붕괴 이후인 1918년의 세 차례의 포그롬을 살아남았다. 하지만 그는 믿음을 잃었다. 그는 욤 키푸르에 코셔가 아닌 음식을 먹음으로써 "신을 시험"했다. 아무 일도 일어나지 않자 그는 무신론자가 되었다. 도이처는 16세의 나이에 폴란드 문예지에 시를 발표하면서 시인으로서 처음 주목을 받았다. 이디시어와 폴란드어로 쓰인 그의 시는 유대교와 폴란드의 신비주의, 역사, 신화를 다루었고, 그는 폴란드와 이디시어 문화 사이의 격차를 메우고자 시도했다. 그는 또한 히브리어, 라틴어, 독일어, 이디시어에서 폴란드어로 시를 번역했다.
도이처는 크라쿠프의 야기에 우로니안 대학교에서 과외 학생으로 문학, 역사, 철학을 공부했다. 그는 곧 크라쿠프를 떠나 바르샤바로 가서 철학, 경제학, 마르크스주의를 공부했다. 1927년경 그는 폴란드 공산당 (KPP)에 가입하여 당의 지하 출판물 편집자가 되었다. 1931년에 그는 소련을 여행하면서 제1차 5개년 계획에 따른 경제 상황을 살펴보았다. 모스크바 대학교 와 민스크 대학교는 그에게 사회주의 역사와 마르크스주의 이론 교수 자리를 제안했지만 그는 제안을 거절하고 폴란드로 돌아갔다. 도이처는 폴란드 공산당에서 최초의 반 스탈린주의 그룹을 공동 창립하여 나치즘과 사회민주주의가 "대척점이 아니라 쌍둥이"라는 당의 견해에 항의했다. 이는 사회 민주주의자가 "사회 파시스트"이자 공산당의 가장 큰 적이라는 당시 공식 공산당 노선과 모순되었다. 도이처는 "유럽에 대한 야만주의의 위험"이라는 기사에서 나치즘에 대항하여 사회주의자와 공산주의자의 통일전선을 형성할 것을 촉구했다. 그는 1932년에 "나치즘의 위험성을 과장하고 공산주의 대열에 공포감을 조장했다"는 이유로 공식적으로 KPP에서 추방되었다.
1939년 4월, 도이처는 폴란드를 떠나 런던으로 가서 폴란드계 유대인 신문의 특파원으로 일했다. 그는 이 신문에서 14년간 교정자로 일했다. 이 움직임은 그의 생명을 구했고 그의 미래 경력에 길을 열어 주었다. 그는 폴란드로 돌아오지 않았고 가족을 다시 만나지도 않았다. 그는 1949년 5월 12일에 충성서약을 하고 영국 국민이 되었다.
1939년 9월 독일이 폴란드를 침공했고, 도이처와 해당 신문사의 관계는 단절되었다. 그는 스스로 영어를 배우고 영국 잡지에 글을 쓰기 시작했다. 그는 곧 주요 주간지 이코노미스트'의 정기 통신원이 되었다. 그는 트로츠키주의 혁명노동자 연맹 에 가입했다. 1940년 그는 스코틀랜드에서 폴란드군에 입대했으나 위험한 반체제 세력으로 수용되었다. 1942년에 풀려난 그는 The Economist 의 직원이 되어 소련 문제와 군사 문제의 전문가이자 유럽 수석 특파원이 되었다. 그는 또한 "Peregrine"이라는 필명으로 유럽을 순회하는 특파원으로 옵저버에 기사를 썼다.
그는 1946~47년에 저널리즘을 그만두고 책을 썼다.
도이처는 1949년에 그의 첫 번째 주요 작품인 《스탈린, 정치적 전기》 를 출판했다. 도이처는 이 책에서 소련에서 사회주의 형태를 건설한 공로로 스탈린에게 마땅한 보상을 했지만, 도이처의 관점에서 보면 그것은 카를 마르크스, 블라디미르 레닌, 레프 트로츠키의 비전을 왜곡한 것이었다. 스탈린의 전기는 도이처를 소련 문제와 러시아 혁명 분야의 주요 권위자로 만들었다. 그는 그의 가장 야심찬 작품인 트로츠키 전기 3권인 《무장한 예언자》 (1954년), 《비무장한 예언자》 (1959년), 《추방당한 예언자》 (1963년)를 잇따라 썼다. 이 책들은 하버드 대학교의 트로츠키 기록 보관소에 대한 자세한 조사를 바탕으로 만들어졌다. 트로츠키의 미망인 나탈리아 세도바가 도이처에게 폐쇄된 기록 보관소 부분을 보여주었기 때문에 세 번째 권에 담긴 자료의 대부분은 이전에는 알려지지 않았다. 도이처는 레닌에 대한 연구로 그의 시리즈를 마무리할 계획이었지만 도이처가 죽을 당시 대학에서 그에게 직위를 주는 것을 정치적 동기로 거부한 탓에 레닌의 삶은 완성되지 않은 상태로 남았다. 나중에 밝혀진 바와 같이, 도이처의 평가를 요청받았던 아이제이아 벌린은 극도로 친공산주의적 급진성 때문에 이러한 승진에 반대했다.
1960년대, 베트남 전쟁과 함께 좌익 감정이 고조되면서 도이처는 영국과 미국 대학 캠퍼스에서 인기 있는 인물이 되었다. 이 무렵 도이처는 전통적인 트로츠키주의와 결별했지만 트로츠키를 직접 부인한 적은 없고 헌신적인 마르크스주의자로 남았다. 1965년, 도이처는 캘리포니아 대학교 버클리에서 열린 베트남에 관한 첫 번째 "Teach-In"에 참여하여 수천 명의 학생들이 냉전에 대한 그의 고발을 들었다. 그는 1966-67년 케임브리지 대학에서 강사였으며 뉴욕 주립 대학교에서 6주 동안 강의도 했다. 1967년 봄, 그는 뉴욕 대학교, 프린스턴 대학교, 하버드 대학교, 컬럼비아 대학교 에서 초빙 강의를 했다. GM 트레벨리안 강의는 '끝나지 않은 혁명 '이라는 제목으로, 도이처가 1967년 이탈리아 TV 방송에 출연하기 위해 로마 로 간 뒤 갑작스럽고 예기치 않게 사망한 이후에 출판되었다. 트로츠키의 몰락을 소재로 한 연극으로, 마르코 레토가 각본을 쓰고 연출을 맡았으며, 트로츠키 역에는 프랑코 파렌티가, 스탈린 역에는 렌조 조밤피에트로가 출연했다. 도이처를 기리는 기념상인 도이처 기념상은 매년 "마르크스주의 전통에 관한 최고이자 가장 혁신적인 새로운 글쓰기의 본보기"를 보여주는 책에 수여된다. 도이처는 그의 작품에서 고전적 마르크스주의와 속류 마르크스주의를 구별했다.
도이처는 무신론자였음에도 불구하고 자신의 유대인적 유산의 중요성을 강조했다. 그는 자신과 다른 인본주의 유대인들을 지칭하기 위해 "비유대인 유대인"이라는 표현을 만들어냈다. 하지만 그는 특별히 유대인 정치에 관여하지는 않았다. 바르샤바에서 그는 유대인 연합이 아닌 공산당에 가입했는데, 유대인 연합의 " 이디시주의" 견해에 반대했기 때문이다. 도이처는 이렇게 썼다. "종교? 나는 무신론자이다. 유대 민족주의 ? 나는 국제주의자이다. 그러므로 나는 어느 의미에서도 유대인이 아니다. 그러나 나는 박해받고 학살당한 사람들과 무조건적으로 연대하기 때문에 유대인이다. 나는 유대인 역사 의 맥박을 느끼기 때문에 유대인이다. 유대인의 진짜 안보와 자존심을 보장하기 위해 내가 할 수 있는 모든 것을 하고 싶기 때문이다."
제2차 세계대전 이전에 도이처는 시온주의가 경제적으로 퇴보적이며 국제 사회주의의 사명에 해롭다고 반대했다. 하지만 홀로코스트 이후 그는 전쟁 전의 견해를 후회하며 "1920년대와 1930년대에 시오니즘에 반대하는 대신 유럽 유대인들에게 팔레스타인으로 가라고 촉구했더라면 히틀러의 가스실에서 멸종될 몇몇 생명을 구하는 데 도움이 되었을지도 모른다"고 한탄했다. 그는 유럽의 생존 유대인들에게 집을 제공하기 위해 이스라엘을 "역사적 필요성"으로 건국해야 한다고 주장했다. 그리고 "물론 오래 전에 포기한 그의 반시오니즘은 ... 유럽 노동 운동에 대한 확신, 또는 더 광범위하게는 유럽 사회와 문명에 대한 확신에 기반을 두고 있으며, 그 사회와 문명은 그것을 정당화하지 못했다"고 말했다. 1960년대에 그는 팔레스타인인의 강제이탈을 인정하지 않는 이스라엘에 대해 더욱 비판적이 되었고, 1967년 6일 전쟁 이후에는 이스라엘이 점령지에서 철수할 것을 요구했다. 그는 "이 6일간의 경이로운 사건은 이스라엘 무기의 가장 최근의 너무나 쉬운 승리였지만 어느 날에 ... 이스라엘 자체에 첫 번째로 재앙이 되었다는 사실이 밝혀질 것이다." 라고 논평했다.